# Czehrynie, Czehrynie

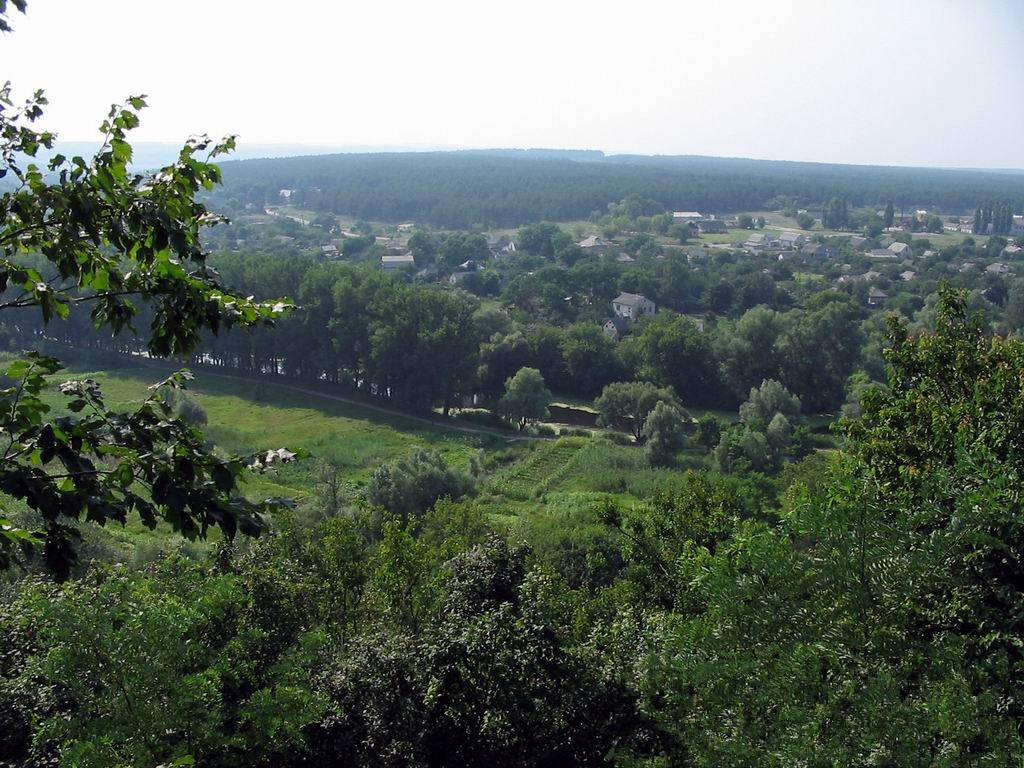
Współczesny widok Czehrynia

[Czehrynie, Czehrynie...] (oryg. ukr. [Чигрине, Чигрине...]) – incipit wiersza Tarasa Szewczenki z 1844. 

## Okoliczności powstania utworu
Szewczenko napisał pozbawiony tytułu wiersz zaczynający się od słów Czehrynie, Czehrynie w Moskwie, wracając z Ukrainy do Petersburga, i zawarł go w tomie Trzy lata pod datą 19 lutego 1844. Dzieło należało do cyklu utworów zainspirowanych pobytem poety w rodzinnych stronach, będących refleksją nad obecną sytuacją Ukrainy i jej przyczynami, których poeta doszukiwał się w decyzji Bohdana Chmielnickiego o podpisaniu ugody perejasławskiej. Inspiracją dla napisania utworu była również wizyta Szewczenki w Czehryniu z roku poprzedniego. Poeta oglądał wówczas miejsca związane z historią Kozaczyzny i wykonał szereg rysunków przedstawiających architekturę miasta.  

## Treść
Patrząc na miasto Czehryń poeta zastanawia się nad kruchością sławy: wspaniały niegdyś Czehryń nie przypomina niczym swojej dawnej świetności, związanej z okresem Kozaczyzny. Wspomina epokę, kiedy Kozacy walczyli z Tatarami, Polakami i Rosjanami, odnosząc w tej walce zwycięstwa. Stwierdza jednak, że sukcesy te nie przyniosły Ukrainie wolności; dziś "śpi [ona] martwym snem", zrujnowana. Tylko poeta widzi grozę sytuacji. Świadomy tego, zwraca się do Czehrynia, by spał dalej, "żydostwem omotany" - sam poeta nie traci jednak nadziei, że przyszłe pokolenie na nowo podejmie walkę o wolność. Sam stwierdza, że myśl o sytuacji ojczyzny nie pozwala mu na odpoczynek, wręcz przeciwnie - w rozpaczy może jedynie tworzyć, zachęcać rodaków do walki, a być może w przyszłości powrócą najlepsze kozackie tradycje, z którymi poeta utożsamia świetność swojego kraju. 

## Cechy utworu
[Czehrynie, Czehrynie...] kontynuuje wątek podjęty we wcześniejszym utworze zawartym w tym samym zbiorze: Rozkopanej mogile. Refleksja nad przyczynami upadku Ukrainy jest jednak jedynie zasygnalizowana, Szewczenko skupia się raczej na idealizacji wydarzeń okresu Kozaczyzny, podkreślaniu odwagi Kozaków i niesprawiedliwości dziejowej bez łączenia ich z konkretnymi postaciami. Zasadniczym tematem wiersza jest lament poety-patrioty nad zrujnowaną i zniewoloną ojczyzną, jak również nad apatią społeczeństwa: chociaż podmiot liryczny wierzy w odrodzenie swojego kraju, wie również, że jest ono kwestią odległą. Szewczenko wraca również do rozważań nad społeczną rolą artysty, które podejmował m.in. w wierszu Perebendia. Poeta jest w jego wierszu człowiekiem o wyjątkowej wrażliwości, predestynowanym do tego, by lepiej niż inni rozumieć otaczający go świat i stale cierpieć z powodu nieszczęść, jakich nie dostrzegają inni. Równocześnie to poeta, właśnie dzięki swojej szczególnej wiedzy, musi być aktywny społecznie, a być może przyczyni się do społecznego przebudzenia. 
Wiersz wyróżnia się w zbiorze wyjątkowym ładunkiem osobistych emocji. Poeta zwraca się w nim do swojej duszy, mówi o swoich łzach i trudzie, podkreśla gwałtowność uczuć zwielokrotnionymi znakami interpunkcyjnymi (podwójne znaki zapytania i wykrzykniki). 
Utwór był po raz pierwszy publikowany w numerze 11 czasopisma Вечерниці w 1863. Na język polski tłumaczyli go Jerzy Jędrzejewicz, Jerzy Pogonowski, Paulin Święcicki oraz Czesław Jastrzębiec-Kozłowski. 